# 303 (ban nhạc)
303 là một ban nhạc nữ Vương quốc Liên hiệp Anh có trụ sở tại Luân Đôn. Các thành viên của ban nhạc gồm có: Chloe Wealleans-Watts, Io Munro và Maddie Hinkley. 303 đã ký hợp đồng với hãng thu âm độc lập Hot Spring Music.

## Lịch sử
Các thành viên 303 lần đầu hợp tác với nhau khi Munro và Hinkley, đều đến từ Luân Đôn, kết nối với Wealleans-Watts ở Newcastle. Ban được thành lập vào ngày 30 tháng 3 năm 2017, và tên của ban nhạc được lấy cảm hứng từ ngày này.
Đĩa đơn đầu tay của nhóm, "Whisper", được công chiếu vào ngày 22 tháng 11 năm 2018 trên The Fader.

## Danh sách đĩa nhạc

### Đĩa đơn
- "Whisper" (2018)
- "Whisper" (acoustic) (2019)
- "Someone Else" (feat. Jamie) (2019)
- "Out Here" (2019)
- "Dreamin'" (2019)
- "Seasons" (2019)
- "Right This Time" (acoustic) (2020)
- "Downtime" (2020)
- "Mood" (2021)
- "Right This Time" (2021)
- "Real You" (2021)
- "Perfect on Paper" (2021)
- "Make Your Move" (2021)
- "Leaving" (2021)

### Video âm nhạc
- "Whisper"
- "Whisper" (acoustic)
- "Someone Else"
- "Out Here"
- "Seasons"